# 月桂茵芋
月桂茵芋（学名：Skimmia laureola）为芸香科茵芋属下的一个种。

## 扩展阅读
維基物種上的相關：月桂茵芋